# Christoph Dartmann
Christoph Dartmann (Hiltrup, 1969) è uno storico tedesco.
Dal 2015 insegna all'Università di Amburgo come professore di storia medievale con un'attenzione particolare all'alto e basso medioevo nella regione mediterranea.

## Biografia
Christoph Dartmann ha studiato storia e teologia cattolica presso l'Università di Münster e l'Università degli Studi di Bologna dal 1990 al 1997. Nel 1997 ha superato l'esame di stato. Un anno dopo conseguì il dottorato a Münster sotto la supervisione di Hagen Keller con una tesi sui rapporti sui miracoli nella Historia Mediolanensis e nella Vita di Arialdo. Dartmann è stato assistente di ricerca presso l'Università di Münster dal 1998 al 1999 nel Sonderforschungsbereich 231 "Träger, Felder, Formen pragmatischer Schriftlichkeit" e dal 2000 al 2008 nel Sonderforschungsbereich 496 "Symbolische Kommunikation und gesellschaftliche Wertesysteme vom Mittelalter bis zur Französischen Revolution”. Dal 2008 al 2011 ha tenuto una Juniorprofessur di Storia medievale con un focus speciale sull'Alto e Basso Medioevo presso il Dipartimento di Storia dell'Università di Münster. Da ottobre 2008 a settembre 2015 è stato a capo del progetto “Die Implementierung geschriebener Normen im Frühmittelalter im Spannungsfeld von Religion und Politik” del progetto “Religion und Politik”. La sua abilitazione ha avuto luogo nel 2010, sempre con Keller all'Università di Münster, sull'interazione politica nel comune urbano italiano dall'XI al XIV secolo. Dartmann è stato Vertretungsprofessor presso l'Università di Rostock (2011–2012), l'Università di Vechta (2012–2013), l'Università di Treviri (2013–2014) e l'Università di Amburgo (dal 2014). Nel 2015, ha accettato una nomina all'Università di Amburgo per una cattedra W2 in Storia Medievale a partire dal 1º ottobre 2015. È uno dei curatori della collana Geschichte der christlichen Orden.
Le sue principali aree di ricerca sono la storia politica, sociale e culturale del Mediterraneo nell'Alto e Tardo Medioevo, il monachesimo benedettino nel Medioevo, la storia della scrittura, la storia della comunicazione politica e le culture del conflitto medievale, nonché la storia d'Italia nell'Alto e Tardo Medioevo. Nella sua abilitazione, pubblicata nel 2009, Dartmann si è concentrato sugli inizi del comune milanese (1050-1140), il comune consolare di Genova nel XII secolo e il comune urbano di Firenze intorno al 1300. Secondo Dartmann, le relazioni politiche erano "non solo rappresentate" ma "prodotte" attraverso le interazioni pubbliche. Dartmann ha osservato una "insolita apertura della comunicazione intra-urbana" nel primo comune durante i primi decenni del XII secolo nello sviluppo di un insieme di regole politiche.
Insieme a Günther Wassilowsky e Thomas Weller, Dartmann ha pubblicato nel 2010 una raccolta di saggi sulla tecnologia e il simbolismo delle procedure elettorali premoderne. L'antologia è basata su un colloquio sulle procedure elettorali premoderne tenuto nel 2007 nell'ambito del Sonderforschungsbereich di Münster "Symbolische Kommunikation und gesellschaftliche Wertesysteme vom Mittelalter bis zur Französischen Revolution". Nel 2011 Dartmann, Thomas Scharff e Christoph Friedrich Weber hanno pubblicato una raccolta di saggi. I contributi risalgono a una conferenza tenuta a Münster nel maggio 2007, che si occupava di scrittura medievale. La conferenza è stata tenuta in onore del 70º compleanno di Hagen Keller. Nel 2018 Dartmann ha pubblicato un'introduzione al monachesimo benedettino dalla stesura regola benedettina nel VI secolo alla Riforma.